# Pandanus longipes
Pandanus longipes là một loài thực vật có hoa trong họ Dứa dại. Loài này được H.Perrier ex Martelli miêu tả khoa học đầu tiên năm 1951.